# Węzeł Częstochowa Blachownia
Węzeł Częstochowa Blachownia – węzeł drogowy w Wyrazowie, w gminie Blachownia, łączący autostradę A1 z drogą krajową nr 46. Węzeł przecina także linia kolejowa nr 61.
Charakterystycznym elementem węzła jest rondo w nietypowym kształcie położone pod linią kolejową. Pojazdy poruszające się drogą krajową nr 46 w kierunku Częstochowy muszą dwukrotnie przejechać pod torami. Takie rozwiązanie zostało zastosowane z powodu gęstej zabudowy. Oprócz drogi krajowej nr 46 i łącznicy z autostradą z ronda odchodzą także dwie drogi serwisowe.
Przejazd autostradą przez węzeł został otwarty 23 grudnia 2019 roku. Cały węzeł został oddany do użytku 10 czerwca 2020 roku. Jest on częścią odcinka F autostrady A1, określanego jako autostradowa obwodnica Częstochowy. Odcinek ten obejmuje także węzły Częstochowa Jasna Góra oraz Częstochowa Północ. Węzeł Częstochowa Blachownia został oddany do użytku jako ostatni z nich.
Wjazd do Częstochowy od strony węzła odbywa się ulicami Przejazdową i Główną. Węzeł umożliwia także zjazd z autostrady w kierunku Lublińca i Opola. W pobliżu węzła znajdują się dwa stawy położone w wyrobisku, z którego pozyskiwano piasek. Woda pojawiła się tam w trakcie budowy węzła. 